# عشاق (فلم)
عشاق فيلم سينمائي سوري.
- إنتاج : الشركة اللبنانية للتجارة والاستثمار السينمائي (صبّاح إخوان)
- مونتاج : مروان عكاوي
- عمليات فنية : روميو سابا
- سيناريو وحوار: فارس يواكيم
- موسيقى : إبراهيم جودت
- إخراج : مروان عكاوي

## بطولة وتمثيل
- أسامة خلقي
- مديحة كامل
- رفيق السبيعي
- عباس النوري
- أسامة الروماني
- ظفيرة قطان